# Мочевина
Мочеви́на (карбамид, урея) — химическое соединение, диамид угольной кислоты. Белые кристаллы, растворимые в полярных растворителях (воде, этаноле, жидком аммиаке).

## Исторические сведения
Впервые была обнаружена в моче.  Средняя концентрация 25 г на 100 мл. Особое значение мочевине в истории органической химии придал факт её синтеза из неорганических веществ Фридрихом Вёлером в 1828 году:
Это превращение является первым синтезом органического соединения из неорганического. Вёлер получил мочевину нагревом цианата аммония, полученного реакцией взаимодействия цианата калия с сульфатом аммония. Это событие нанесло первый удар по витализму — учению о жизненной силе.

## Физические свойства
Бесцветные кристаллы без запаха, кристаллическая решётка тетрагональная сингония (а = 0,566 нм, b = 0,4712 нм, c = 2); претерпевает полиморфные превращения кристаллов.
Мочевина хорошо растворима в полярных растворителях (воде, жидком аммиаке и сернистом ангидриде), при снижении полярности растворителя растворимость падает. Мочевина нерастворима в неполярных растворителях (алканах, хлороформе).
Растворимость (% масс.):
- в воде — 40 (0 °C), 45 (10 °C), 51,83 (20 °C), 57,2 (30 °C), 63,8 (40 °C), 67,2(50 °C), 71,9 (60 °C), 79 (80 °C), 88 (100 °C);
- в жидком аммиаке — 49,2 (20 °C, 709 кПа), 90 (100 °C, 1267 кПа);
- в метаноле — 22 (20 °C);
- в этаноле — 5,4 (20 °C);
- в изопропаноле — 2,6 (20 °C);
- в изобутаноле — 6,2 (20 °C);
- в этилацетате — 0,08 (25 °C);
- в хлороформе — ~0 (не растворяется).

## Химические свойства
При нагревании до 150 °C обратимо переходит в цианат аммония, который также разлагается на аммиак и изоциановую кислоту:
{\displaystyle {\ce {(NH2)2CO <=> NH4OCN}}}
{\displaystyle {\ce {NH4OCN <=> NH3 + HOCN}}}
Данное свойство применяется для лабораторного получения цианатов калия и натрия, путём сплавления мочевины с соответствующими карбонатами или гидроксидами:
{\displaystyle {\ce {(NH2)2CO + NaOH ->[t] NaOCN + NH3 ^ + H2O ^}}}
{\displaystyle {\ce {2(NH2)2CO + K2CO3 ->[t] 2KOCN + (NH4)2CO3}}}
Карбонат аммония нестабилен и разлагается на углекислый газ, воду и аммиак, потому, общую реакцию можно записать так:
{\displaystyle {\ce {2(NH2)2CO + K2CO3 ->[t] 2KOCN + 2NH3 ^ + H2O ^ + CO2 ^}}}
Мочевина может разлагаться с образованием различных продуктов, например, биурета.

### Нуклеофильность
Реакционная способность мочевины типична для амидов: оба атома азота являются нуклеофилами, то есть мочевина образует соли с сильными кислотами, нитрование с образованием N-нитромочевины, галогенируется с образованием N-галогенпроизводных. Мочевина алкилируется, образуя соответствующие N-алкилмочевины {\displaystyle {\ce {RNHCONH2}}}, взаимодействует с альдегидами, образуя производные 1-аминоспиртов {\displaystyle {\ce {RC(OH)NHCONH2}}}.
В жёстких условиях мочевина ацилируется хлорангидридами карбоновых кислот с образованием уреидов (N-ацилмочевин):
{\displaystyle {\ce {RCOCl + H2NCONH2 -> RCONHCONH2 + HCl}}}.
Взаимодействие мочевины с дикарбоновыми кислотами и их производными (сложными эфирами и т. п.) ведёт к образованию циклических уреидов и широко используется в синтезе гетероциклических соединений; так, взаимодействие с щавелевой кислотой ведёт к парабановой кислоте, а реакция с эфирами замещённых малоновых кислот — к 1,3,5-триоксипиримидинам — производным барбитурата, широко применявшимся в качестве снотворных препаратов:
В водном растворе мочевина гидролизуется с образованием аммиака и углекислого газа, что обуславливает её применения в качестве минерального удобрения.

### Электрофильность
Карбонильный атом углерода в мочевине слабоэлектрофилен, однако спирты способны вытеснять из мочевины аммиак, образуя уретаны:
{\displaystyle {\ce {H2NCONH2 + ROH -> H2NCOOR + NH3}}}.
К этому же классу реакций относится взаимодействие мочевины с аминами, ведущее к образованию алкилмочевин:
{\displaystyle {\ce {RNH2 + H2NCONH2 -> RNHCONH2 + NH3}}}.
и реакция с гидразином с образованием семикарбазида:
{\displaystyle {\ce {H2NNH2 + H2NCONH2 -> H2NNHCONH2 + NH3}}}
образование при нагревании биурета {\displaystyle {\ce {H2NCONHCONH2}}}.

### Комплексообразование
Мочевина образует комплексы — включения (клатраты) со многими соединениями, например с перекисью водорода {\displaystyle {\ce {CO(NH2)2.H2O2}}}, используемой как удобная и безопасная форма «сухого» пероксида водорода (гидроперит). Способность мочевины образовывать комплексы включения с алканами используется для депарафинизации нефти. Причём мочевина образует комплексы только с Н-алканами, ибо разветвлённые углеводородные цепи не могут пройти в цилиндрические каналы кристаллов мочевины.
Недавно обнаружена способность мочевины образовывать глубокоэвтектические растворы при смешении с хлоридом холина, хлоридом цинка и некоторыми другими веществами. Такие смеси имеют температуру плавления заметно ниже по сравнению с исходными веществами (часто даже ниже комнатной температуры).

## Биологическое значение
Мочевина является конечным продуктом метаболизма белка у млекопитающих и некоторых рыб.
Производные нитрозомочевин находят применение в фармакологии в качестве противоопухолевых препаратов.
Концентрация мочевины определяется в биохимическом анализе крови и мочи. Нормы для сыворотки крови человека:
- дети до 14 лет — 1,8—6,4 ммоль/л
- взрослые до 60 лет — 2,5—8,32 ммоль/л
- взрослые старше 60 лет — 2,9—7,5 ммоль/л

Экскреция мочевины с мочой у здорового взрослого человека составляет 26–43 г/сут (430–720 ммоль/сут). Данное исследование используется для оценки азотистого баланса и суточной потребности в белке и энергии.

## Промышленный синтез и использование
Ежегодное производство мочевины в мире составляет примерно 100 миллионов тонн.
В промышленности мочевина синтезируется реакцией Базарова из аммиака и углекислого газа при температуре 130—140 °C и давлении 200 атм.:
{\displaystyle {\ce {2NH3 + CO2 -> (NH2)2CO + H2O}}}.
По этой причине производства мочевины совмещают с аммиачными производствами.
Карбамид следует изготовлять в соответствии с требованиями  ГОСТ 2081-2010. 
Мочевина является крупнотоннажным продуктом, используемым в основном как азотное удобрение (содержание азота 46 %), и выпускается, в этом качестве, в устойчивом к слёживанию гранулированном виде.
Другим важным промышленным применением мочевины является синтез мочевино-альдегидных (в первую очередь мочевино-формальдегидных) смол, широко использующихся в качестве адгезивов в производстве древесно-волокнистых плит (ДВП) и мебельном производстве. Производные мочевины — эффективные гербициды.
Мочевина применяется для очистки от оксидов азота в SCR-катализаторе выхлопных газов в дизельных двигателях внутреннего сгорания для того, чтобы достичь предельного соответствия чистоты выхлопных газов нормативам Euro-4, Euro-5 и Euro-6, также в газоочистных установках ТЭС, котельных, мусоросжигательных заводов и т. п. по следующей реакции:
{\displaystyle {\ce {(NH2)2CO + H2O -> 2NH3 + CO2}}},
{\displaystyle {\ce {6NO + 4NH3 -> 5N2 + 6H2O}}}.
Суммарный процесс:
{\displaystyle {\ce {2(NH2)2CO + 6NO -> 2CO2 + 5N2 + 4H2O}}}

Карбамид зарегистрирован в качестве пищевой добавки E927b. Используется, в частности, в производстве жевательной резинки.
Мочевина - это хаотропный агент. Благодаря этому она используется, например, в химии для растворения в воде малорастворимых белков.
В медицинской практике мочевина используется в дерматологии, растворяя кератин, увлажняет кожу, предохраняя роговой слой эпидермиса от пересыхания и растрескивания. Также используется в качестве осмотического диуретика, в частности, в терапии отека мозга и острого приступа глаукомы.
Благодаря свойству растворять кератин входит в состав кремов для удаления волос.

## Удобрение
Мочевина содержит 46,63 % азота по массе. Бактерии выделяют фермент уреазу, который катализирует превращение мочевины в аммиак и углекислый газ.
{\displaystyle {\ce {(NH2)2CO + H2O -> NH3 + H2NCOOH -> 2NH3 + CO2}}}.
Аммиак далее окисляется бактериями рода Nitrosomonas в нитрит:
{\displaystyle {\ce {2NH3 + 3O2 -> 2NO2^- + 2H^+ + 2H2O}}}.
Далее бактерии рода Nitrobacter окисляют нитрит в нитрат:
{\displaystyle {\ce {2NO2^- + O2 -> 2NO3^-}}}.
Растения поглощают из почвы ионы аммония и нитрат-ионы.

## Качественная реакция
Для обнаружения мочевины используют появление жёлто-зелёного окрашивания при взаимодействии определяемого раствора с п-диметил-аминобензальдегидом в присутствии соляной кислоты. Предел обнаружения 2 мг/л.